# Catfish (englische Band)
Catfish ist eine britische Bluesrock-Band aus Sussex im Süden Englands.

## Geschichte
Die vier Musiker Matthew Long (Gitarre, Gesang), Paul Long (Keyboards, Gesang), Dusty Bones (Bass) und Kevin Yates (Schlagzeug) begannen 2014, in Pubs in Sussex aufzutreten. Sie benannten sich nach dem Catfish Blues von Robert Petway (1941).
Ihr erstes Album So Many Roads mit Coverversionen klassischer Bluessongs erschien im Januar 2015 und erreichte Platz eins der IBBA (Independent Blues Broadcasters Association) Airplay Charts. Zu Ehren B. B. Kings brachten sie Anfang 2016 die EP When BB Sings the Blues heraus (Platz 5 der Airplay Charts). Im gleichen Jahr wurde die Band für einen British Blues Award in der Kategorie „Blues Band“ nominiert, musste aber den Nimmo Brothers den Vortritt lassen. Paul Long gewann jedoch in zwei Kategorien: „Keyboard Player“ und „Independent Blues Broadcaster“ (er hat eine eigene Radiosendung). Pauls Sohn Matt wurde dritter in der Kategorie „Young Artist“.
Das zweite Album der Band Broken Man erschien im Januar 2017; es enthielt überwiegend Eigenkompositionen. Auch dieses Album erreichte Platz eins der IBBA Airplay Charts. Zudem wurde es zum Album of the Year 2017 gewählt.
2018 wurde die Band mit dem UK Blues Award in der Kategorie „Regional: Blues Act of the Year – England“ ausgezeichnet. Im Mai 2019 brachten Catfish, mittlerweile mit Adam Pyke am Bass, ihr drittes Album Burning Bridges auf den Markt, das überwiegend gute Kritiken erhielt.

## Auszeichnungen
- 2016: Paul Long erhält zwei British Blues Awards in den Kategorien „Keyboard Player“ und „Independent Blues Broadcaster“.
- 2018: UK Blues Award in der Kategorie „Regional: Blues Act of the Year – England“

## Diskografie

### Alben
- 2015: So Many Roads – # 1 in den IBBA (Independent Blues Broadcasters Association) Airplay Charts
- 2017: Broken Man – # 1 in den IBBA Airplay Charts; IBBA Album of the Year 2017[4]
- 2019: Burning Bridges

### EPs
- 2016: When BB Sings the Blues – # 5 in den IBBA Airplay Charts